# Podkozí
Podkozí je malá vesnice, část obce Chyňava v okrese Beroun ve Středočeském kraji v České republice. Počet jeho stálých obyvatel se pohybuje kolem padesáti.
Kolem vesnice protéká potok Kačák, jenž byl znám v minulém století ve spojitosti s trampskou činností. Podkozí je obklopeno lesy, chatovými osadami a poli. Krajina v okolí je mírně kopcovitá. Podkozí ožívá ruchem především v letních měsících, kdy z nedalekých měst Kladna a Prahy přijíždějí do okolí obce rekreanti a chataři. V osadě Starý Potok vyrůstal a vlastnil chatu ilustrátor a hudebník Marko Čermák. Mezi známé osadníky v okolí Podkozí patří mimo jiné moderátorka Markéta Fialová, herečka Markéta Frösslová, trenér a fotbalista Michal Bílek, fotbalista Jiří Bílek, herečka Lenka Burianová a další. Vilu, na základech rozpadlého Horního Podkozského mlýna zde postavil a spolu s bývalým Fajmanovým mlýnem (Dolní Podkozský mlýn) a okolními lesními pozemky (nyní obora) vlastnil i Petr Kellner, které nyní (po jeho úmrtí) vlastní jeho rodina.

## Historie
První písemná zmínka o vesnici pochází z roku 1566.

## Obyvatelstvo
| Rok            | 1869 | 1880 | 1890 | 1900 | 1910 | 1921 | 1930 | 1950 | 1961 | 1970 | 1980 | 1991 | 2001 | 2011 | 2021 |
| -------------- | ---- | ---- | ---- | ---- | ---- | ---- | ---- | ---- | ---- | ---- | ---- | ---- | ---- | ---- | ---- |
| Počet obyvatel | 0    | 148  | 188  | 161  | 181  | 0    | 140  | 0    | 118  | 60   | 46   | 38   | 55   | 159  | 73   |
| Počet domů     | 0    | 27   | 31   | 29   | 33   | 33   | 34   | 0    | 0    | 27   | 20   | 43   | 44   | 77   | 52   |

## Obecní správa
Podkozí vzniklo roku 1960 jako část obce Chyňava v okrese Beroun.